# Температура самовоспламенения
Температура самовоспламене́ния — наименьшая температура горючего вещества, при нагреве до которой происходит резкое увеличение скорости экзотермических объёмных реакций, приводящее к возникновению пламенного горения или взрыва.
Эта температура требуется для достижения энергии активации реакции горения.

## Измерение
Из-за сложностей прямого измерения температуры самовоспламенения газов и паров, за неё принимают минимальную температуру стенки реакционного сосуда, при которой наблюдают самовоспламенение. Эта температура зависит от условий тепломассообмена как внутри реакционного сосуда, так и самого сосуда с окружающей средой, объёма смеси, а также каталитической активности стенки сосуда и ряда других параметров.
Показатель применяется для определения допустимой температуры нагревания горючих веществ, электрического и технологического оборудования, а также для установления группы взрывоопасной смеси. Для измерения температуры самовоспламенения жидкостей используют метод ASTM E 659.

## Температура самовоспламенения некоторых веществ
По данным ГОСТ Р 51330.19-99 Данные по горючим газам и парам, относящиеся к эксплуатации электрооборудования
- Силан: < 21,23 °C (70 °F)
- Белый фосфор: 34 °C (93 °F)
- Сероуглерод: 100 °C (212 °F)
- Нефть: 222 °С (432 °F)
- Бензин: 257 °C (495 °F)[1]
- Ацетилен: 335 °C
- Бутан: 372 °C (702 °F)
- Магний: 473 °C (883 °F)
- Водород: 536 °C (997 °F)
- Полистирол: 440 °C (824 °F)